# Heitor Augusto Borges
Heitor Augusto Borges (* 27. April 1884; † 1948) war ein brasilianischer Generalmajor.

## Leben
Borges absolvierte eine Offiziersausbildung im Heer (Exército Brasileiro) der Streitkräfte (Forças Armadas do Brasil) und fand im Anschluss verschiedene Verwendungen als Offizier sowie Stabsoffizier. Nach seiner Beförderung zum Oberstleutnant am 7. August 1930 sowie zum Oberst am 16. Juni 1932, wurde er am 15. November 1937 zum Brigadegeneral befördert. Am 10. April 1943 erfolgte seine Beförderung zum Generalmajor. Nachdem er Mitglied des Obersten Militärtribunal (Superior Tribunal Militar) war, wurde er 1944 Kommandeur der 5. Militärregion (5.ª Região Militar) und danach Präsident des Obersten Militärtribunal. Im Anschluss fand er Verwendung bei den Expeditionsstreitkräften in Italien und war nach seiner Rückkehr Kommandeur der 9. Militärregion (9.ª Região Militar), ehe er zuletzt Kommandeur der 2. Infanteriebrigade war.

## Weblink
- Eintrag in Generals.dk

| Personendaten    | Personendaten                |
| ---------------- | ---------------------------- |
| NAME             | Borges, Heitor Augusto       |
| KURZBESCHREIBUNG | brasilianischer Generalmajor |
| GEBURTSDATUM     | 27. April 1884               |
| STERBEDATUM      | 1948                         |